# مجلس سنا و مردم روم

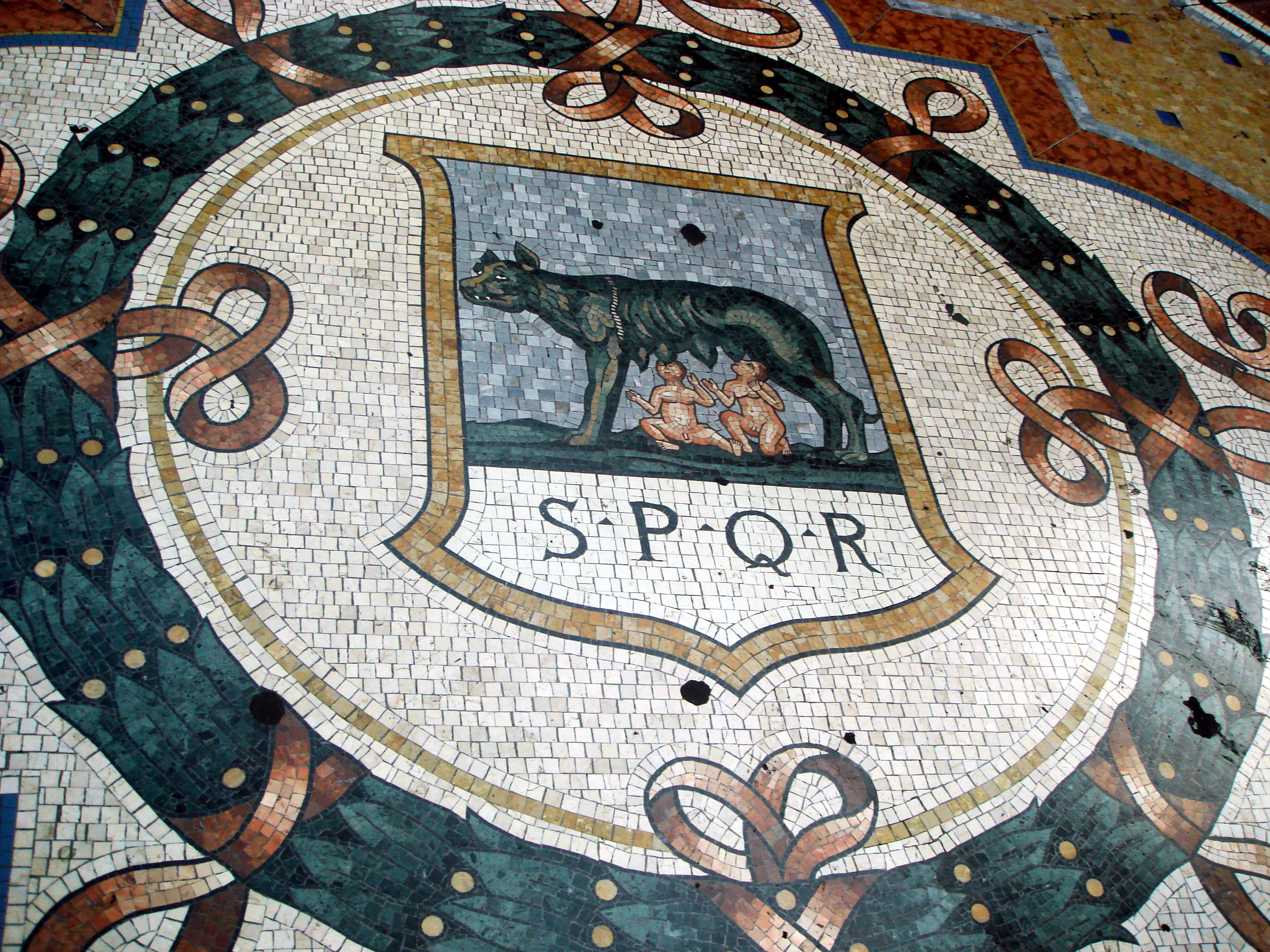

مجلس سنا و مردم روم (به لاتین: SPQR) عنوانی است برگرفته از کلمات مخفف شدهٔ لاتین «SPQR» که اشاره به دوران جمهوری روم دارد. این واژه امروزه هم به شکل رسمی به عنوان نشان رسمی شهر رم استفاده می‌شود. از این واژه خلاصه شده در کتیبه‌ها، طومارها، وقف نامه‌ها، بناهای تاریخی و آثار عمومی استفاده می‌گردید. درفشِ لژیون‌ها نیز به این نشان آراسته بود. استفاده از این نشان مربوط به دورانی است که دولت روم حکومت‌های دیکتاتوری همانند سزار را نداشت و حاکم توسط سنا تعیین می‌گردید. چنین به نظر می‌رسد که این واژه در دوره‌هایی بر روی پول رایج رومی نیز درج می‌گردیده.
عبارت؛ مجلس سنا و مردم روم، در ادبیات سیاسی، حقوقی و تاریخی رومیان به کرات استفاده می‌گردید، سیسرون، خطیب معروف رومی در خطابه‌هایش؛ و تیتوس لیویوس در اثر معروفش از پیدایش روم (ab urbe condita) از این عبارت استفاده کرده‌اند.

## ترجمه
واژه «SPQR» مرکب از سرواژه‌ی کلمات لاتین «Senātus Populusque Rōmānus» است. در زبان لاتین، «Senātus» اسم مفرد مذکر به معنی «مجلس سنا» است؛ واژه «Populusque» مرکب از populus به‌معنای «مردم» و پسوند «que-» به‌معنای «و» است؛ آخرین کلمه، «Rōmānus»، یک صفت نسبی و به معنای «رومی» است. بنابراین، این جمله به «سنا و مردم روم» ترجمه می‌شود.

## نگارخانه

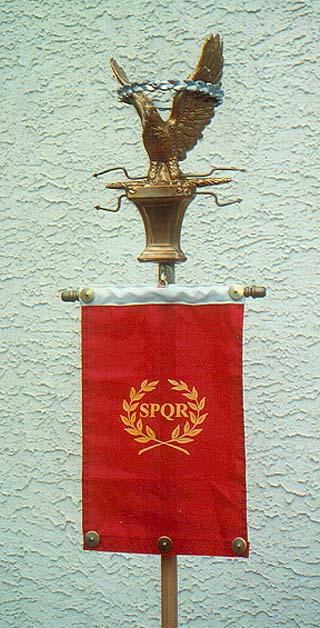
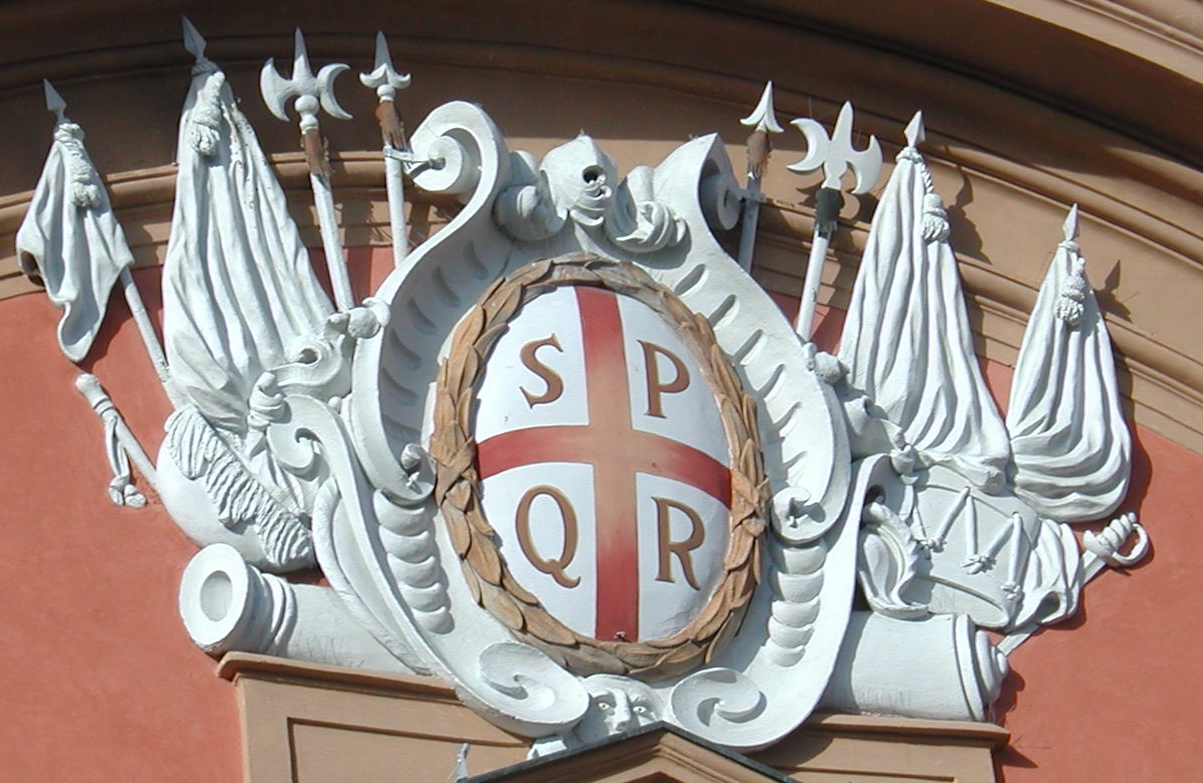
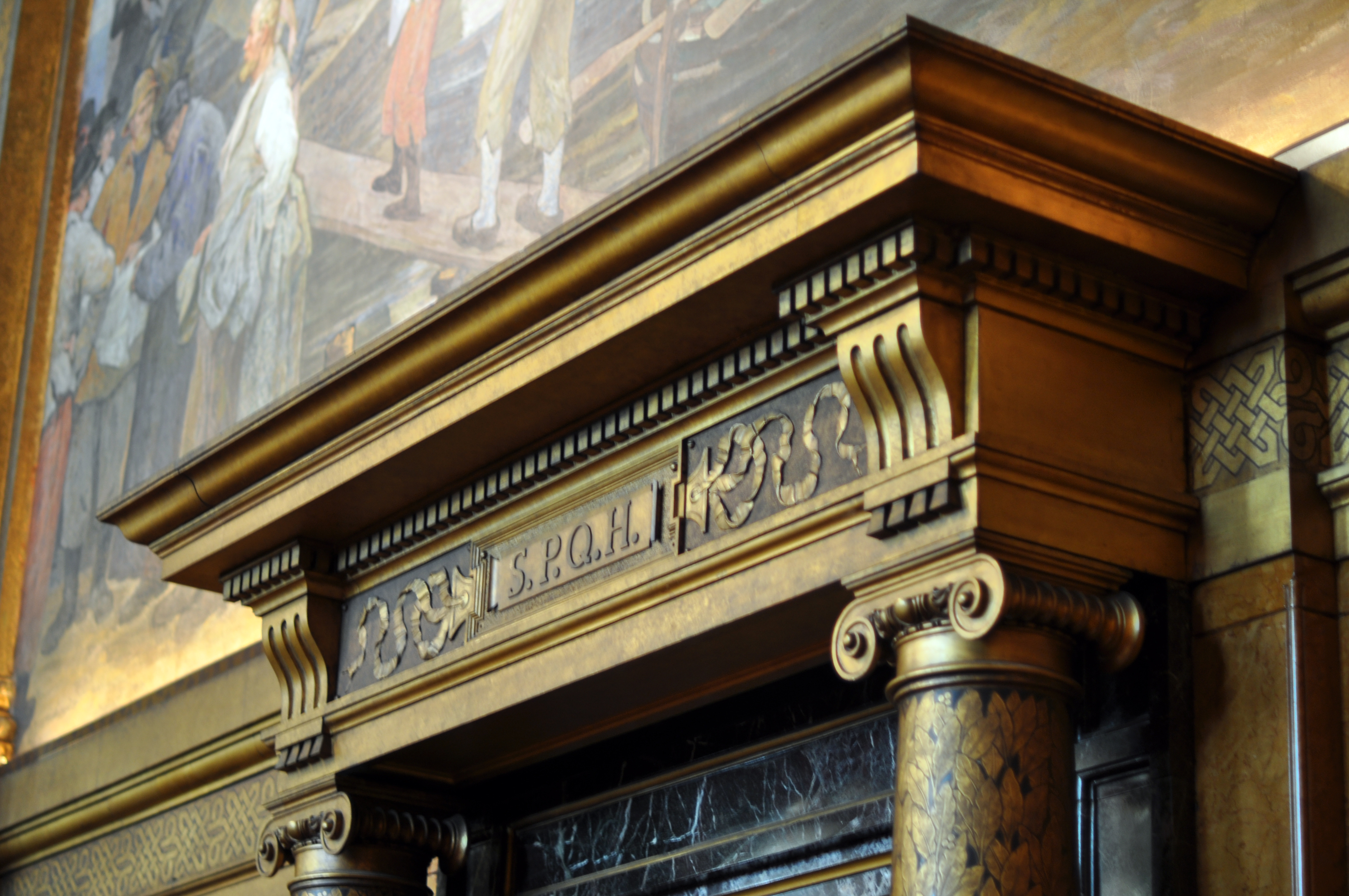
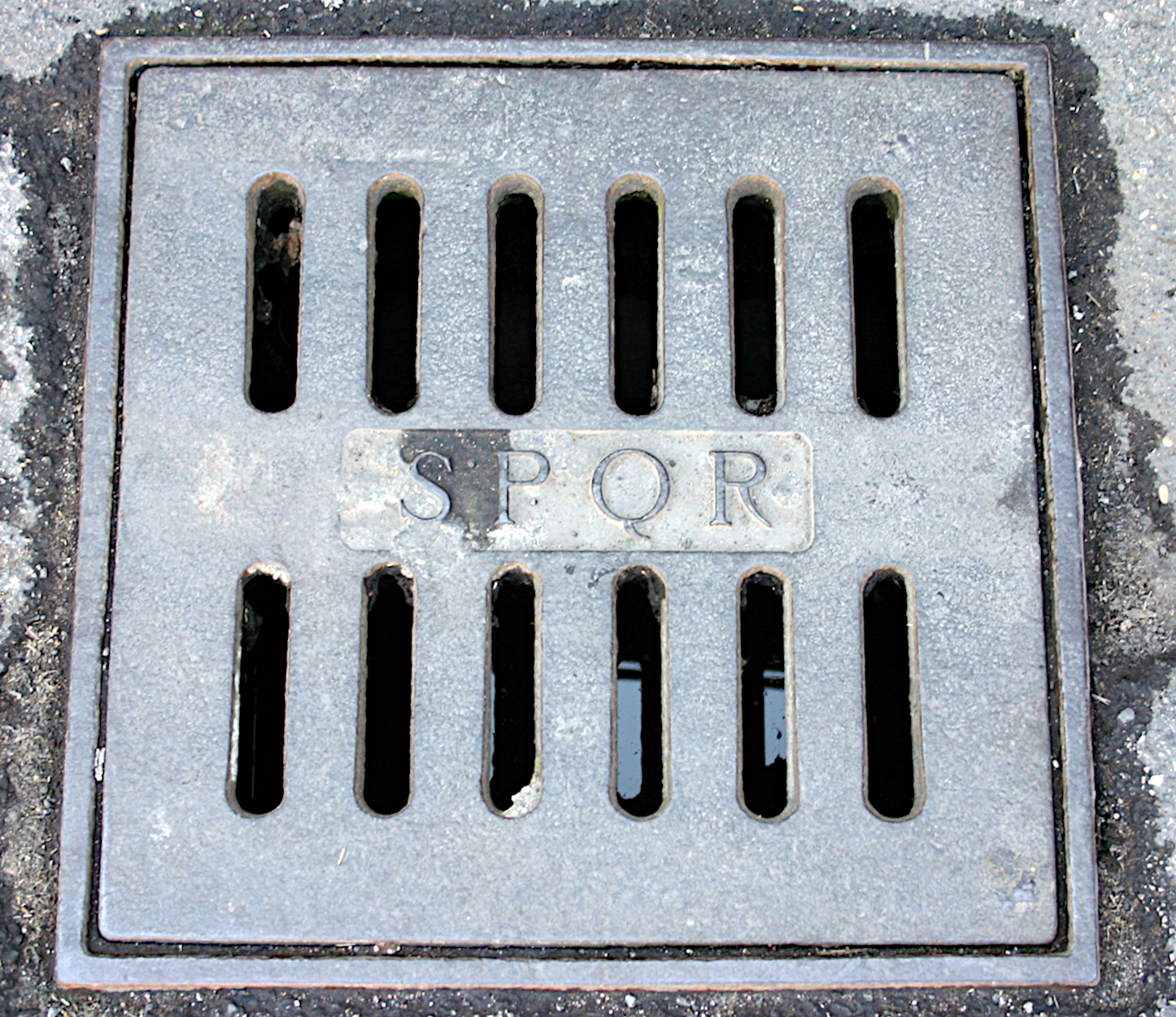
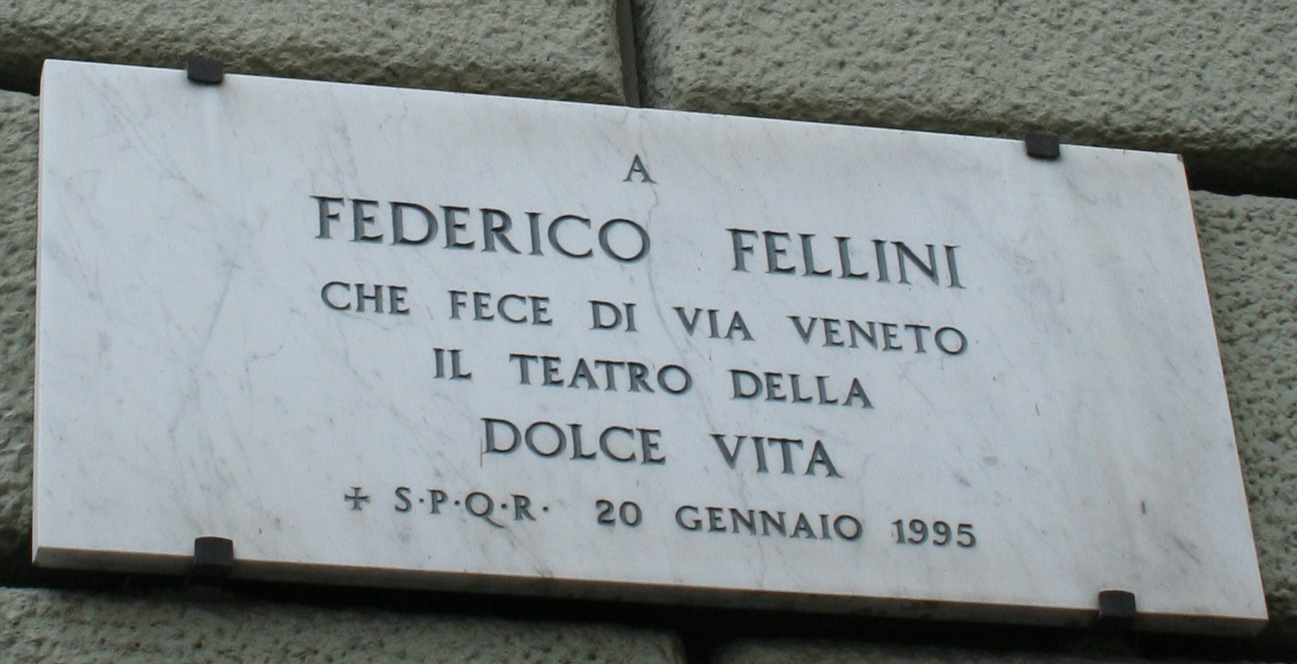
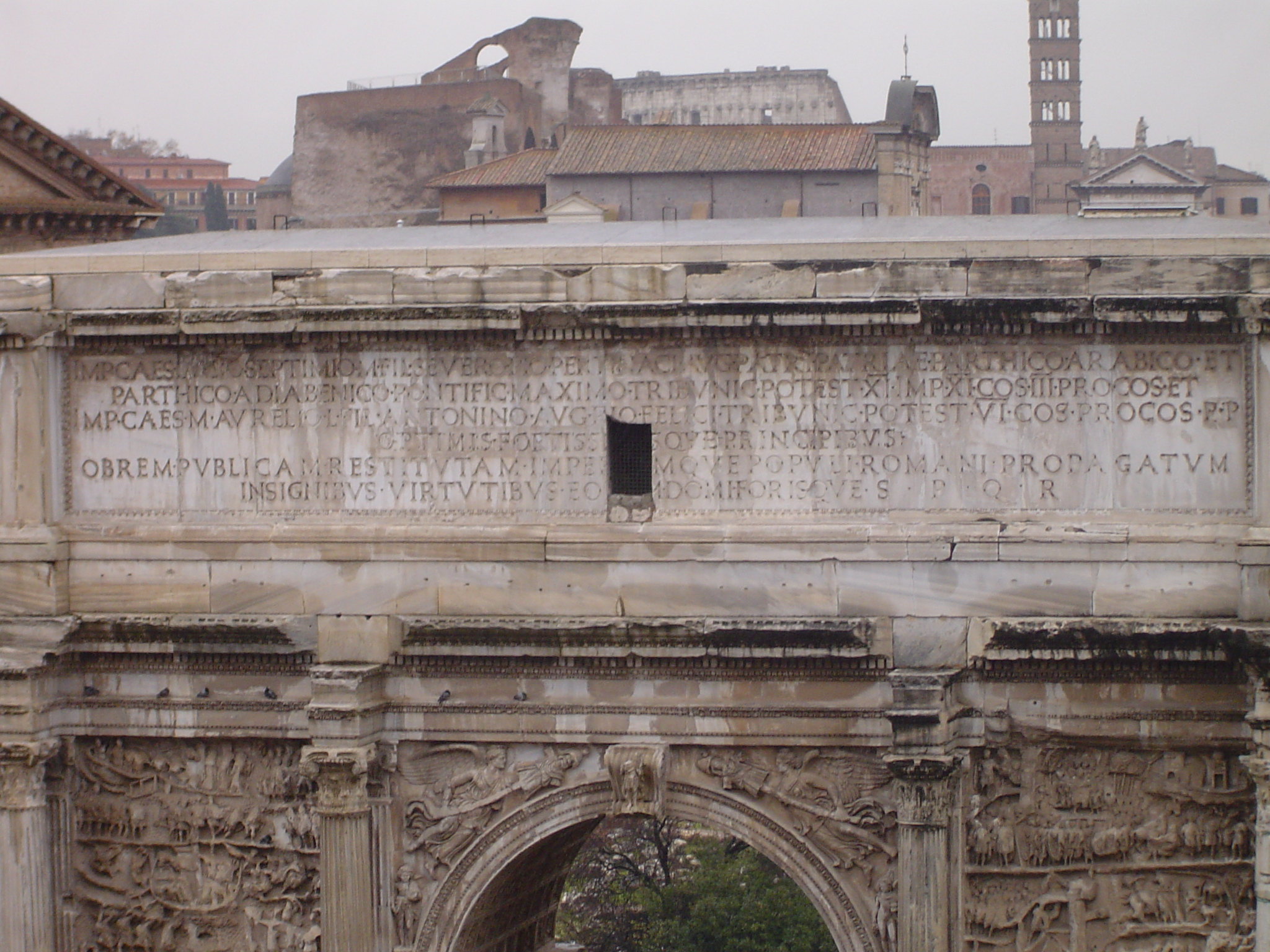